# Spergularia pazensis
Spergularia pazensis är en nejlikväxtart som först beskrevs av Henry Hurd Rusby, och fick sitt nu gällande namn av George Bowyer Rossbach. Spergularia pazensis ingår i släktet rödnarvar, och familjen nejlikväxter. Inga underarter finns listade i Catalogue of Life.